# الحي الفارسي (عدن)

تعديل مصدري - تعديل

الحي الفارسي هو أحد أحياء مديرية البريقة في محافظة عدن اليمنية. يبلغ تعداد سكانه 2205 نسمة حسب التعداد السكاني في اليمن لعام 2004.